# НК Браво
Футболен клуб Браво (на словенски: Nogometni klub Bravo) или просто Браво е футболен клуб от столицата Любляна, Словения.
Цветове на клуба: жълто и синьо. През 2019/20 след като печели първото място във Втора словенска лига, придобива правото да играе за пръв път в Първа лига (най-високото ниво в словенския футбол).
Клубът е основан през 2006 година. Играе домакинските си мачове на стадион „ŽŠD Любляна“, който е с капацитет от 6000 места.

## Успехи
- Словенска първа лига:
  - 5-о място (1): 2024/25
- Купа на Словения:
  - Носител (1): 2021/22
- Словенска втора лига:
  -  Шампион (1): 2018/19
- Словенска трета лига:
  -  Шампион (1): 2016/17
- Регионална лига
  -  Шампион (1): 2014/15[2]